# Havfruen (film fra 1904)
|  | Fra andre betydninger, se Havfrue (flertydig) |
Havfruen (fransk: La Sirène) er en fransk kort stumfilm fra 1904 af Georges Méliès.
Filmen blev solgt af Méliès' eget filmselskab Star Film Company.
Méliès spiller selv manden i filmen. Filmen anvender specialeffekter i form af mekanisk scene, pyroteknik, stop-tricks, dobbelteksponeringer, glidende overgange samt en sekvens med hvad der ser ud til at være et bevægeligt kamera (selv om det er motivet, der bevæger sig mod kameraet og ikke omvendt). Filmkritikeren William B. Parrill mener, at filmens visuelle effekter var inspiration for Vasilij Gontjarovs Havfruen fra 1910.